# Saint-Sever
Saint-Sever é uma comuna francesa na região administrativa da Nova Aquitânia, no departamento Landes. Estende-se por uma área de 46,76 km². Em 2010 a comuna tinha 5 064 habitantes (densidade: 108,3 hab./km²).